# Hennstedt (Steinburg)
Hennstedt (niederdeutsch: Hennsteed) ist eine Gemeinde im Kreis Steinburg in Schleswig-Holstein. Zur Gemeinde gehören die Ortsteile Kamerun, Klein Hamburg und Seelust.

## Geografie und Verkehr
Hennstedt liegt etwa zehn Kilometer nördlich von Kellinghusen im Naturpark Aukrug. Bullenbach, Kirchweddelbach und Aubek fließen durch die Gemeinde. In der Nähe des Ortes liegt die Itzespitze, die höchste Erhebung im Kreis Steinburg. Die Landesstraßen 121 und 123 kreuzen sich in Hennstedt.

## Geschichte
Urkundlich erstmals erwähnt wurde der Ort als Besitz von Rotmar von Henstide im Jahr 1148.

## Politik

### Gemeindevertretung
Bei der Kommunalwahl am 14. Mai 2023 wurden insgesamt neun Sitze vergeben. Von diesen erhielt die Kommunale Wählervereinigung Hennstedt fünf Sitze und die Allgemeine Wählervereinigung Hennstedt erhielt vier Sitze.

### Wappen
Ein eigenes Wappen erhielt die Gemeinde im Jahre 2011 mit dem Ziel, die lokale Identität zu stärken. Das vom Grafiker Uwe Nagel entworfene Wappen lässt sie wie folgt blasonieren: Ein rotes Wagenrad prangt auf silbernem Untergrund über einem grünen Hügel mit sechs goldenen Ziegelsteinen; oben wird es eingefasst von einem dreimal gebogenen blauen Schildhaupt.
Der Dreiberg sowie der Hügel verdeutlichen Hennstedts erhöhte Lage im Vergleich zu den Nachbargemeinden. Das fünfspeichige Wagenrad symbolisiert die Straßenzüge, die in die umliegenden Ortschaften führen. Die goldenen Ziegelsteine sind ein Verweis auf die ehemalige Ziegelei und ihre wirtschaftliche Bedeutung. Das Grün des Hügels spielt auf die Bedeutung der Landwirtschaft an, während die restlichen Farben, Blau, Weiß und Rot, den Landesfarben Schleswig-Holsteins entsprechen.

## Freizeit, Tourismus, Sehenswürdigkeiten
In Hennstedt befindet sich mit der Badestelle Seelust eine der wenigen Badestellen im Naturpark Aukrug.
In Hennstedt ist der Sportverein SV Kickers Hennstedt beheimatet, der unter anderem die Sportarten Fußball (Herren/Jugend), Frauenhandball, Gymnastik und Tennis anbietet.
Die neugotische Christuskirche wurde 1907 nach Plänen des Hamburger Architekten Hugo Groothoff gebaut.
In Hennstedt steht als weit hin sichtbare Landmarke der 158 Meter hohe Fernmeldeturm Hennstedt. Früher diente er als Grundnetzsender für RTL und Sat.1 beim analog-terrestrischen Empfangssystem.

## Bilder

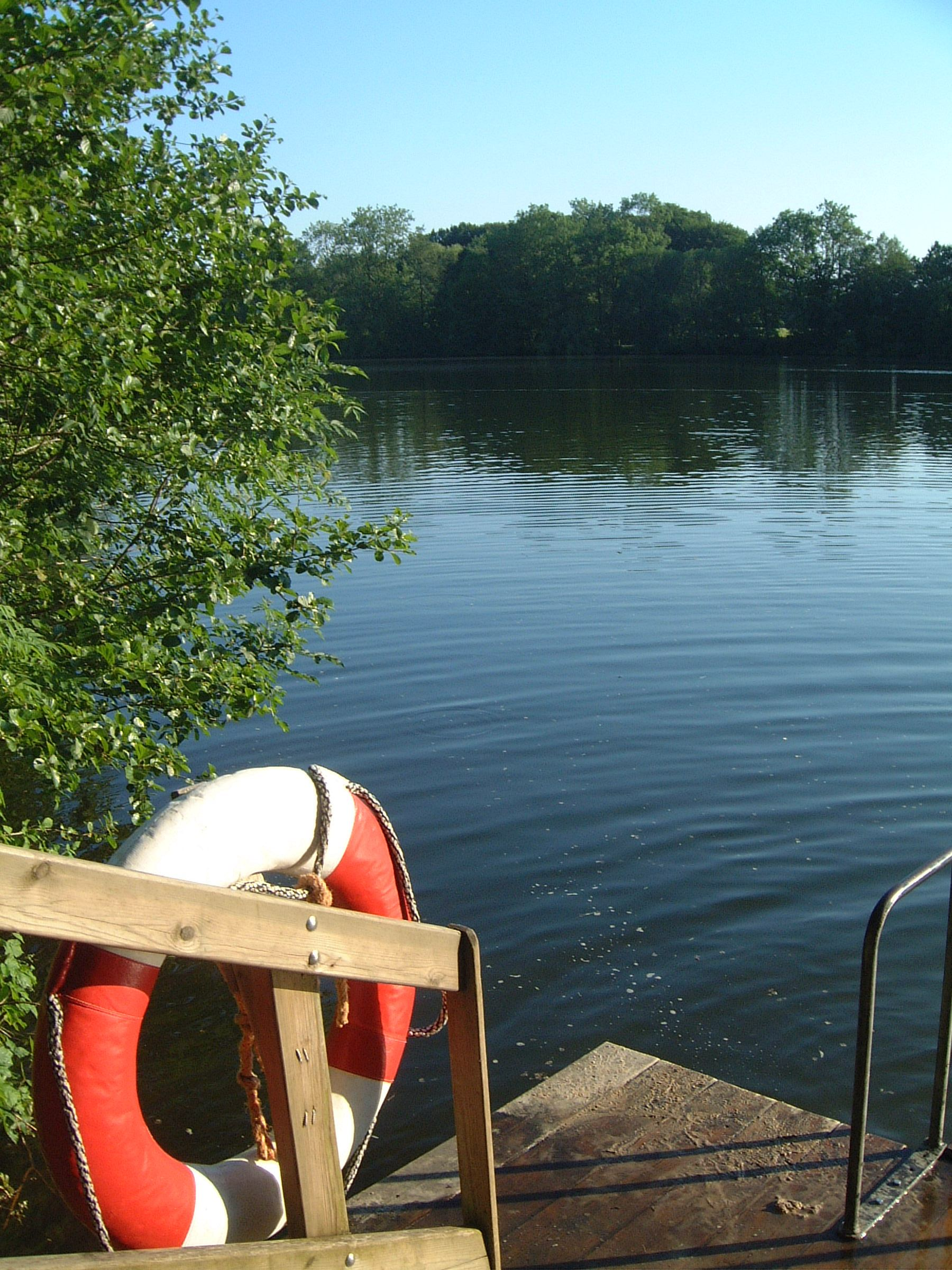
Badestelle Seelust
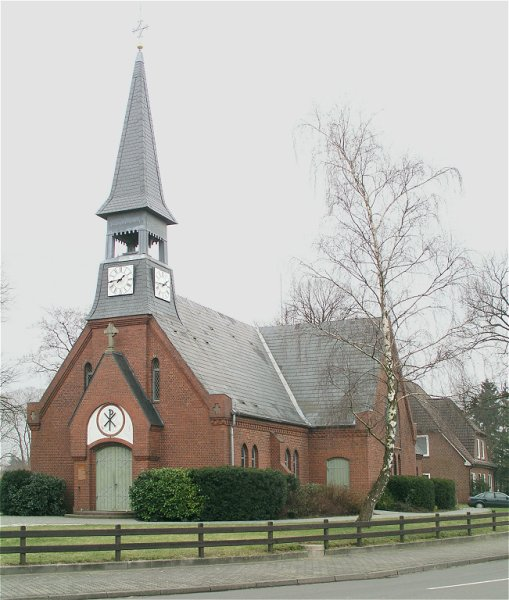
Christuskirche von 1907
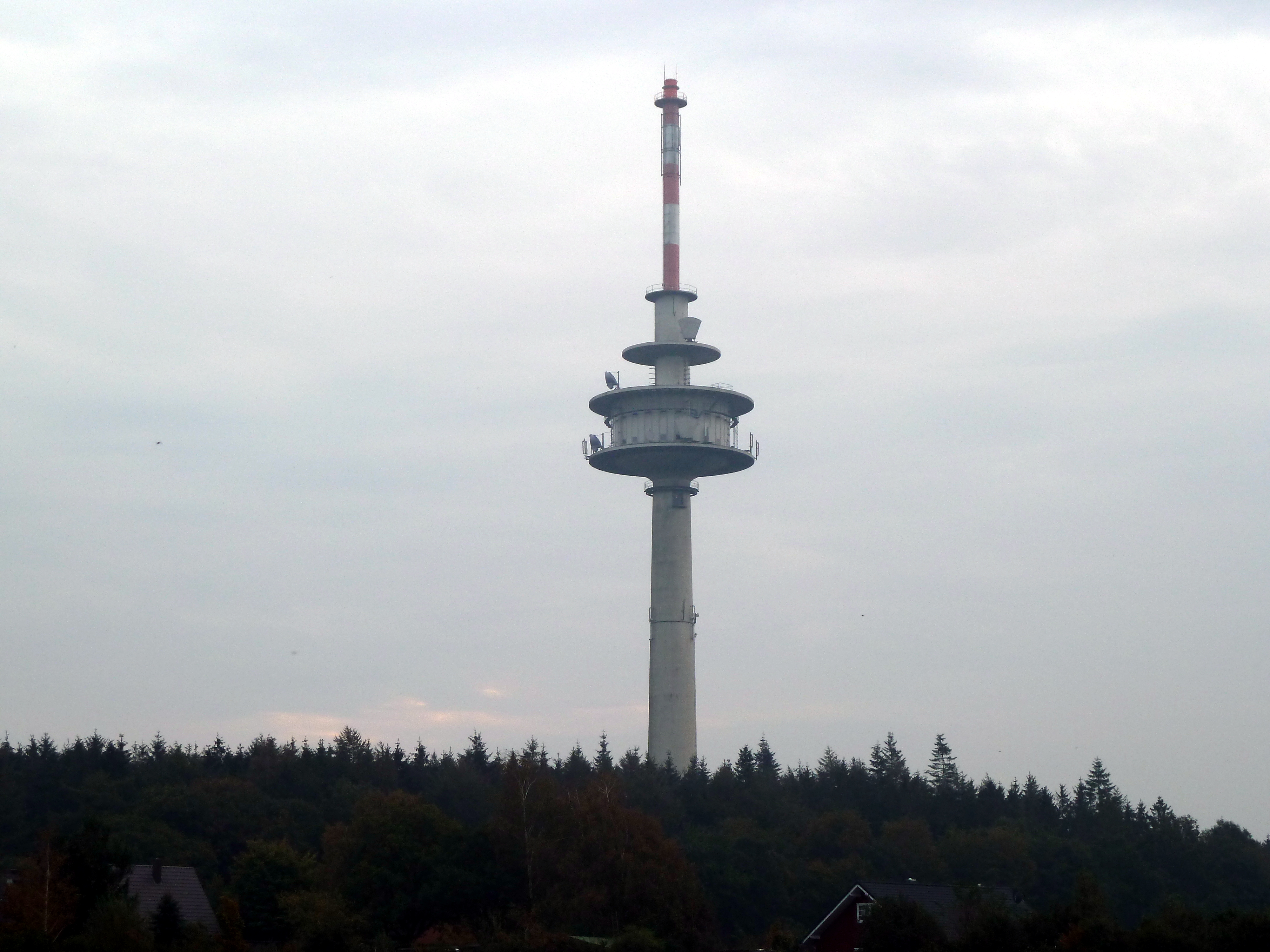
Fernmeldeturm Hennstedt
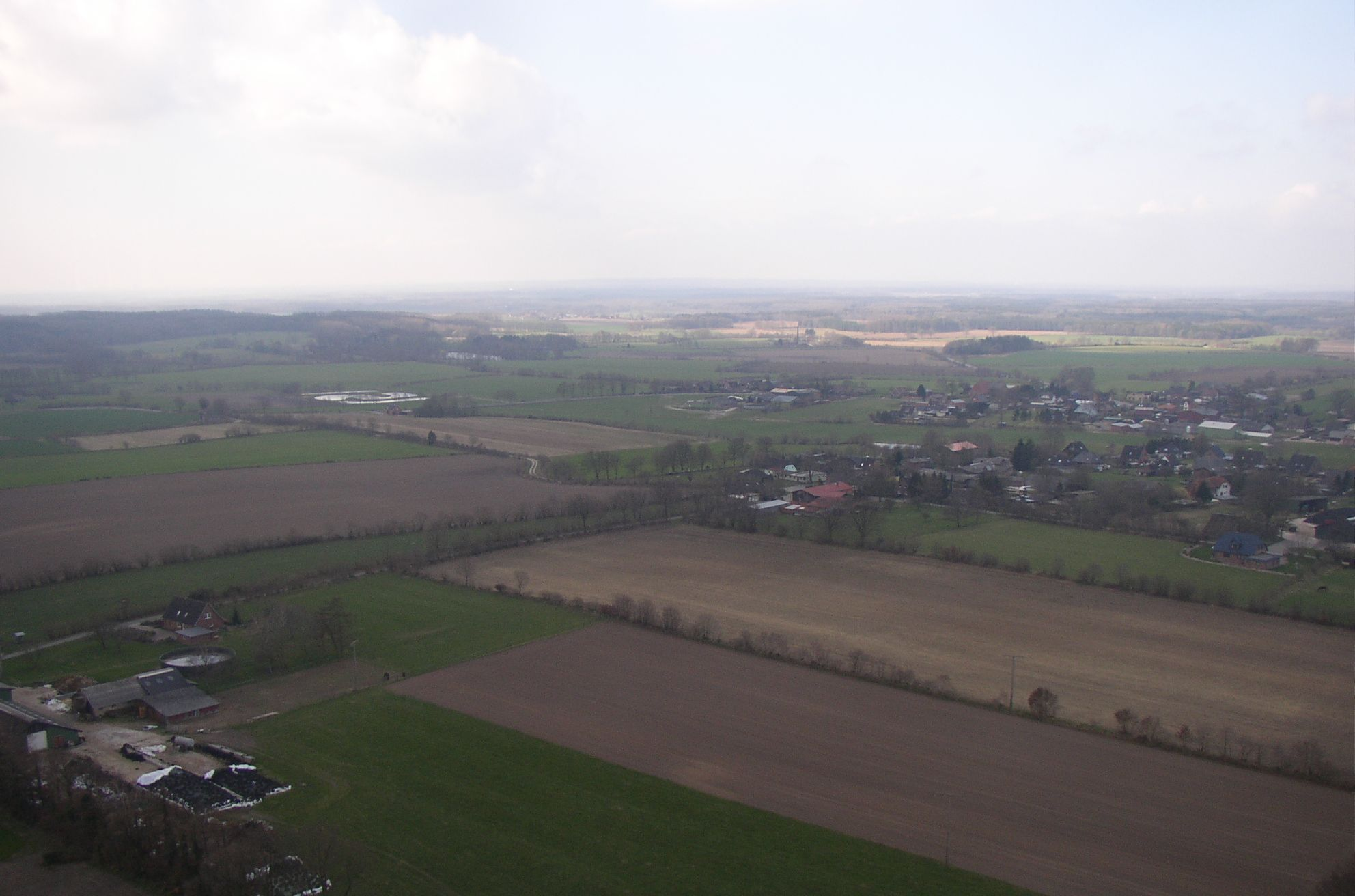
Blick vom Turm über die Gemeinde
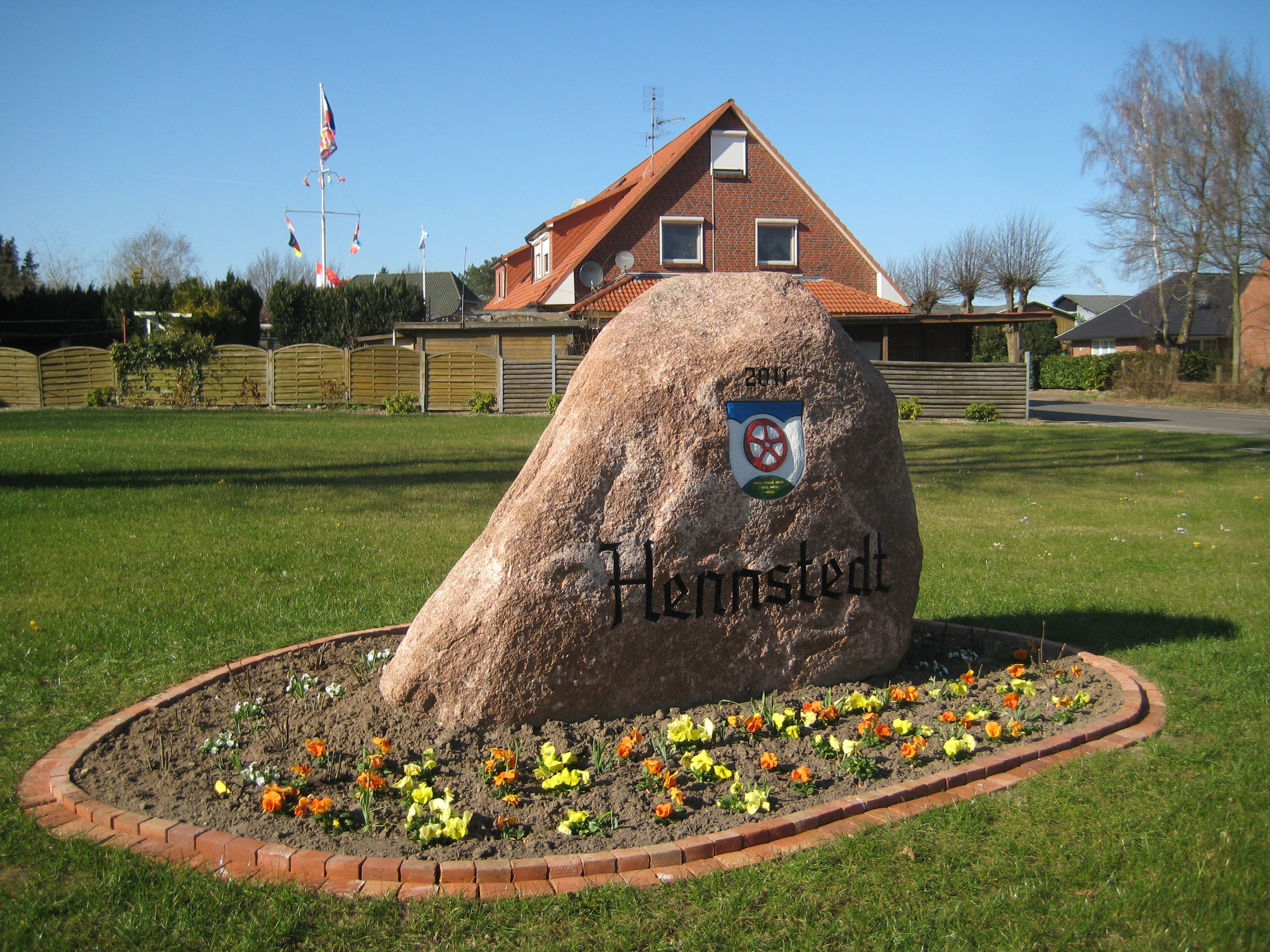
Findling in der Ortsmitte